# Goberian
De Goberian is een kruising (crossbreed) tussen een golden retriever en een Siberische husky en wordt niet als een officieel ras erkend door de FCI.

## Uiterlijk
Het uiterlijk van de Goberian kan sterk verschillen van hond tot hond. Over het algemeen hebben ze een schofthoogte van ongeveer 55 cm en hebben ze een dikke, dubbele vacht die afhankelijk wat meer op die van de Golden dan op die van de Husky lijkt. De kleur kan variëren van wit, blond, bruin, grijs tot zwart, dezelfde tekeningen als bij de husky keren ook regelmatig terug. De oren kunnen zowel hangen, half recht opstaan en volledig recht opstaan en de ogen kunnen blauw of bruin zijn. Vanwege hun uiterlijk worden ze vaak verward met herdershonden.

## Karakter
Aangezien dit een kruising is, is het moeilijk te zeggen wat voor een karakter deze hond zal hebben. Daarvoor kan je het best kijken naar de Golden Retriever en de Siberische husky om zo een beeld te krijgen van het karakter. Toch staat deze hond nu al bekend om zijn loyaliteit en wil om te dienen. Hij is gemakkelijk te trainen, maar wel zeer actief en ze hebben veel ruimte nodig.

## Verzorging en aandachtspunten
Zoals er al eerder gezegd is, heeft deze hond veel ruimte en beweging nodig. Daarom is dit ras niet geschikt om te houden op een appartement. Een reu kan wel 40 kilo wegen en zowel een reu als een teefje hebben een dikke vacht en daarom een dagelijkse kambeurt nodig. Veel voorkomende gezondheidsproblemen zijn er niet, buiten dat ze gemakkelijk dik kunnen worden.